# 士別警察署
士別警察署（しべつけいさつしょ）は、北海道警察旭川方面本部が管轄する警察署の一つである。

## 管轄地域
- 士別市
- 上川郡 剣淵町、和寒町
- 雨竜郡 幌加内町

## 所在地
- 北海道士別市東5条5丁目1

## 沿革
- 1901年1月　旭川警察署剣淵支署士別巡査出張所が設置される
- 1948年3月　士別警察署が廃止され、名寄地区警察署と士別地区警察署に分割し発足した。
- 1951年9月　自治体警察署が廃止され、士別地区警察署が発足
- 1954年7月　北海道警察に統合され、旭川方面士別警察署となり、現在に至る
- 2011年4月　雨竜郡幌加内町が深川警察署の管轄から同署に移管される
- 2025年4月　中士別駐在所が上士別駐在所に統合

## 組織
- 署長（警視）
- 副署長（警視）
- 警務課（警務係、犯罪被害者支援係、相談係、管理係）
- 会計係
- 刑事・生活安全課（生活安全係、刑事係）
- 地域・交通課（地域係、交通係）
- 警備係

## 交番・駐在所および所在地

### 士別市
- 駅前交番（西3条9丁目782番地）
- 朝日駐在所（朝日町中央4520番地105）
- 温根別駐在所（温根別町6341番地3）
- 上士別駐在所（上士別町16線南3番地）
- 多寄駐在所（多寄町36線西4番地）

### 剣淵町
- 剣淵駐在所（仲町7番11号）

### 幌加内町
- 幌加内駐在所（字幌加内4938番地1）
- 朱鞠内駐在所（字朱鞠内）

### 和寒町
- 和寒駐在所（字西町166番地）